# أكرم الدوري
أكرم عبد القادر علي الدوري هو محام وقاض عراقي وكذلك شيخ قبيلة المواشط، ولد في سامراء سنة 1928 وتوفي في أنقرة في 13 كانون الأول 2010.
كان والده السيد عبد القادر من شيوخ مدينة سامراء المعروفين، وصاحب أقدم مضيف في سامراء.
أكمل أكرم الدوري دراسته الثانوية في ثانوية التفيض في بغداد، وكان الأول في دفعته وبعدها تخرج من كلية الحقوق عام 1949.
مارس المحاماة لمدة قاربت 10 سنوات، ثم تسلم المنصب القضائي عام 1958 في بغداد. تولى منصب نائب رئيس محكمة استئناف بغداد عام 1976، وعضو محكمة تمييز العراق عام 1979، ورئاسة مجلس شورى الدولة عام 1984.
لم يكن عضوا في حزب البعث العربي الاشتراكي، لكنه شغل منصب وزير العدل للفترة من 16 كانون الثاني 1988 إلى 23 آذار 1991. احتفظ بصفته القضائية بعد إعفائه من المنصب الوزاري وإحالته على التقاعد.
توفي في أنقرة في 13 كانون الأول 2010، ودفن في سامراء.